# Hompesch Gate

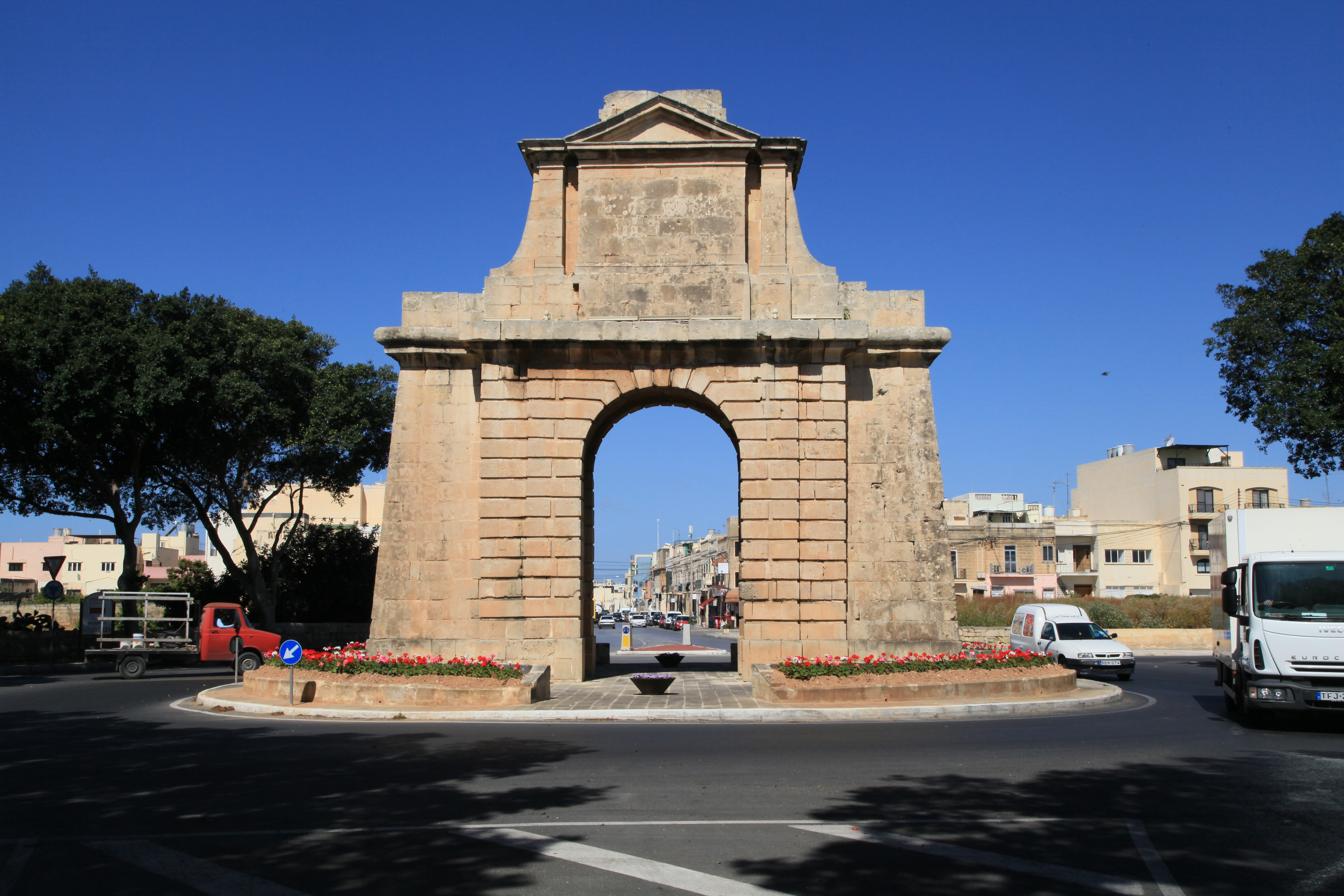
Das Hompesch Gate

Das Hompesch Gate (maltesisch Il-Mina ta’ Hompesch, englisch auch Hompesch Arch) ist ein Denkmal in der maltesischen Stadt Żabbar auf der Insel Malta. Es wurde errichtet zur Erinnerung an die Verleihung der Stadtrechte am 14. September 1797 durch Ferdinand von Hompesch zu Bolheim.

## Architektur

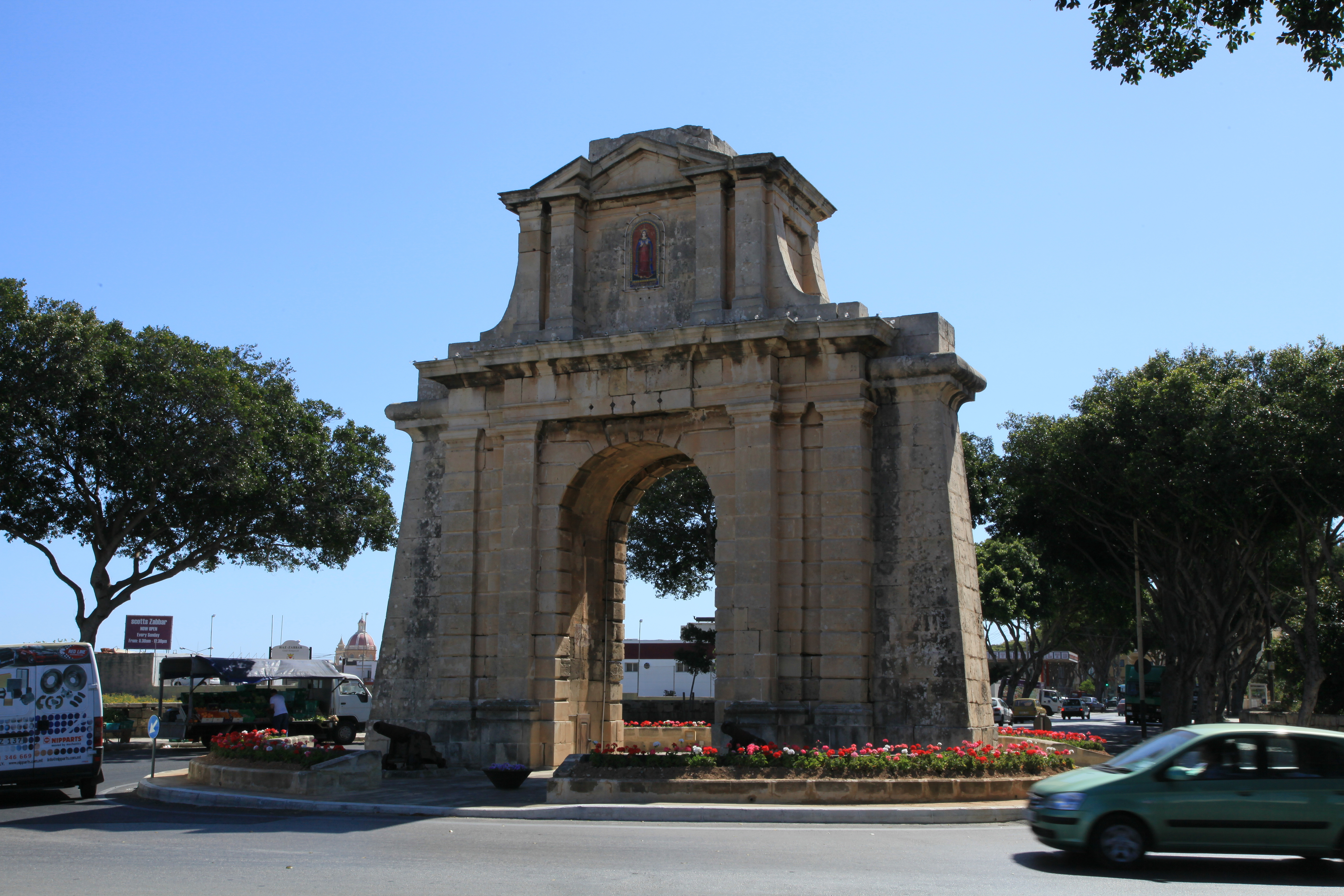
Ansicht von der Vorderseite

Das im klassizistischen Stil erbaute Denkmal besteht aus einem einzelnen Bogen, der von dorischen Pilastern flankiert wird. Auf dem Gebälk befindet sich ein von ebenfalls dorischen Pilastern umrahmtes kleineres Tableau, in einer runden Nische darin steht eine farbig gefasste Marienfigur. Das Monument wird von einem verkröpften Dreiecksgiebel bekrönt.

## Geschichte
Zur Erinnerung an die Gewährung des Stadtrechts an Żabbar durch den letzten auf Malta residierenden Großmeister des Malteserordens Ferdinand von Hompesch wurde 1801 das einem Triumphbogen ähnelnde Bauwerk errichtet. Der Überlieferung zufolge soll es an der Stelle errichtet worden sein, wo die Bürger Żabbars den Großmeister 1797 zum Patronatsfest des Ortes willkommen hießen.
Aufgrund der seinerzeit schwierigen politischen Situation Maltas nach dem Ende der französischen Besatzung fehlt das ursprünglich vorgesehene Wappenschild.